# Pašman
Pašman je ostrov u pobřeží Dalmácie v Jaderském moři, jižně od Zadaru. Na ostrově žije asi 3500 obyvatel, kteří se živí zemědělstvím, rybolovem a turistickým ruchem.

## Popis

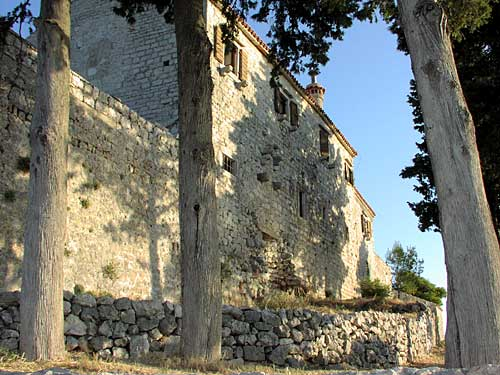
Klášter Tkon

Ostrov je asi 21 km dlouhý a až 4,1 km široký a leží souběžně s pobřežím, od něhož je oddělen asi 4 km širokým Pašmanským kanálem.
Obydlena je severovýchodní plochá část ostrova, přivrácená k pobřeží, kdežto opačná strana je skalnatá a pustá. Na ostrově jsou dvě opčiny. V opčině Pašman na severozápadním pobřeží žije asi 2700 obyvatel. Opčina Tkon na jihovýchodě ostrova je spojena přívozem s protilehlým přístavem Biograd na Moru. Všechny obce spojuje silnice, která na severozápadě pokračuje přes most na sousední ostrov Ugljan.

## Historie
Ostrov byl osídlen už ve starověku, od roku 1050 patřil k biskupství v Biogradu, od roku 1126 k zadarskému arcibiskupství. Za benátských a tureckých vpádů sloužil jako útočiště obyvatel z pevniny a nebyl nikdy dobyt.
Na kopci Čokovac u obce Tkon je benediktinský klášter svatých Kosmy a Damiána, založený roku 1059, odkud v roce 1347 přišli na pozvání Karla IV. chorvatští mniši do kláštera Na Slovanech v Praze.